# Musée maritime
Un musée maritime est un musée consacré aux activités marines et lacustres de l'Homme.

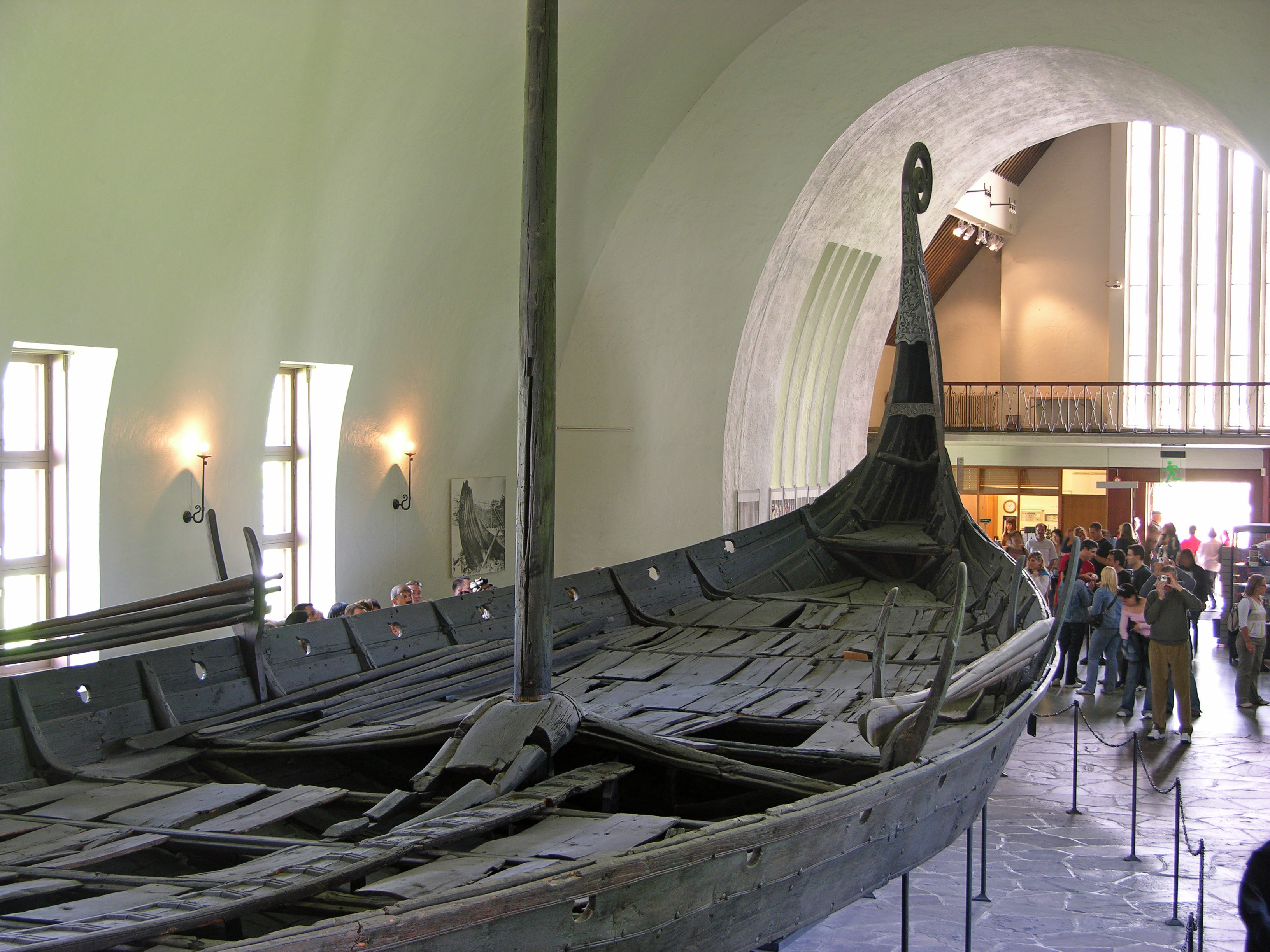
Drakkar d'Oseberg au Musée des navires vikings d'Oslo.

## Association internationale
L'International Congress of Maritime Museums (ICMM) est l'association internationale qui regroupe les musées dont la thématique principale est centrée sur le monde maritime. Elle organise des conférences et permet aux professionnels des musées maritimes de créer un réseau de personnes intéressées par ce thème. L'organisme offre aussi de l'aide technique sur la conservation des navires ou d'autres artefacts maritimes, sur les échanges de collections et l'organisation d'exposition itinérante, la recherche et les programmes d'éducation.

## Liste de musées maritimes

### Afrique

#### Égypte
- Musée maritime d'Alexandrie[2]

#### Sénégal
- Musée de la Mer (Gorée)

### Amérique du Nord

#### Canada

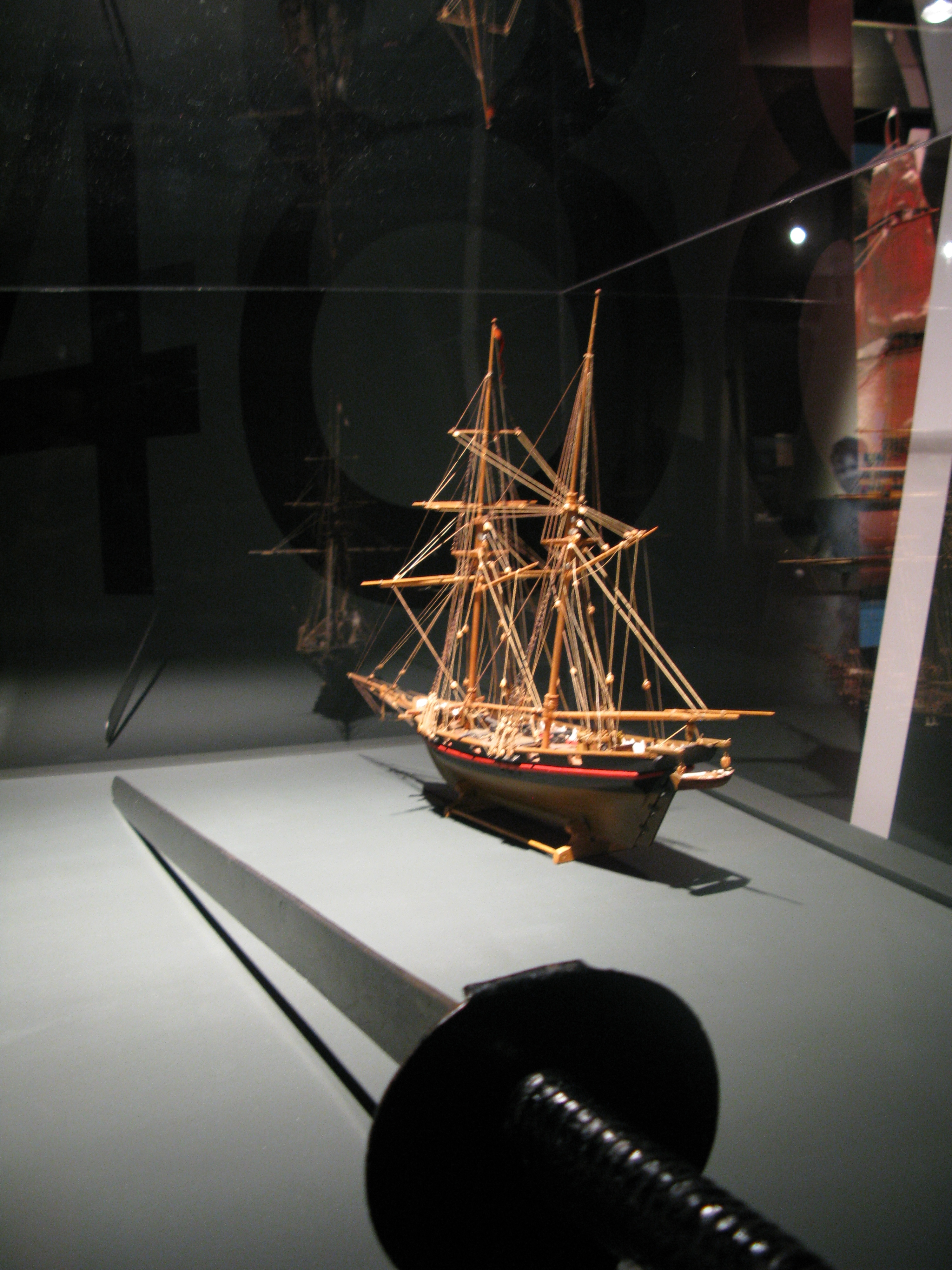
Modèle réduit et sabre d'abordage au Musée naval de Québec.

- Rimouski : Site historique maritime de la Pointe-au-Père.
- L'Islet : Musée maritime du Québec.
- Québec : Musée naval de Québec.
- Vancouver : Musée maritime de Vancouver.
- Community Waterfront Heritage Centre
- Exploramer
- Musée maritime de l'Atlantique de Halifax
- Marine Museum of Manitoba
- Musée maritime des Grands Lacs

#### États-Unis
- Florida Maritime Museum
- Musée maritime de San Diego
- Musée maritime de Los Angeles
- Mystic Seaport
- National Museum of Naval Aviation
- San Francisco Maritime National Historical Park
- South Street Seaport Museum de New-York
- U.S. Navy Museum

#### Mexique
- Museo Naval México

### Amérique du Sud

#### Brésil
- Museu Nacional do Mar
- Museu Náutico
- Museu Naval

#### Chili
- Museo Nao Victoria

#### Pérou
- Museo Naval del Perú

#### Uruguay
- Museo Naval de Montevideo

### Europe

#### Allemagne
- Deutsches Schiffahrtsmuseum
- Deutsches Marinemuseum
- Musée Maritime international
- Schifffahrtsmuseum Kiel

#### Belgique
- Musée national de la pêche (en néerlandais : Nationaal Visserijmuseum Oostduinkerke, acronyme NAVIGO)
- Museum aan de Stroom

#### Espagne
- Musée maritime de Barcelone
- Museo Naval de Madrid
- Musée naval de Carthagène
- Bilbao : Musée maritime de Bilbao
- Séville : Torre del Oro
- Palamós : Musée de la Pêche de Palamós

#### Estonie
- Musée maritime estonien situé à Tallinn
- Hydroaéroport de Tallinn

#### Finlande
- Musée maritime de Finlande

#### France
- Albi : Musée Lapérouse
- Arles : Musée de l'Arles Antique
- Biarritz : Musée de la Mer.

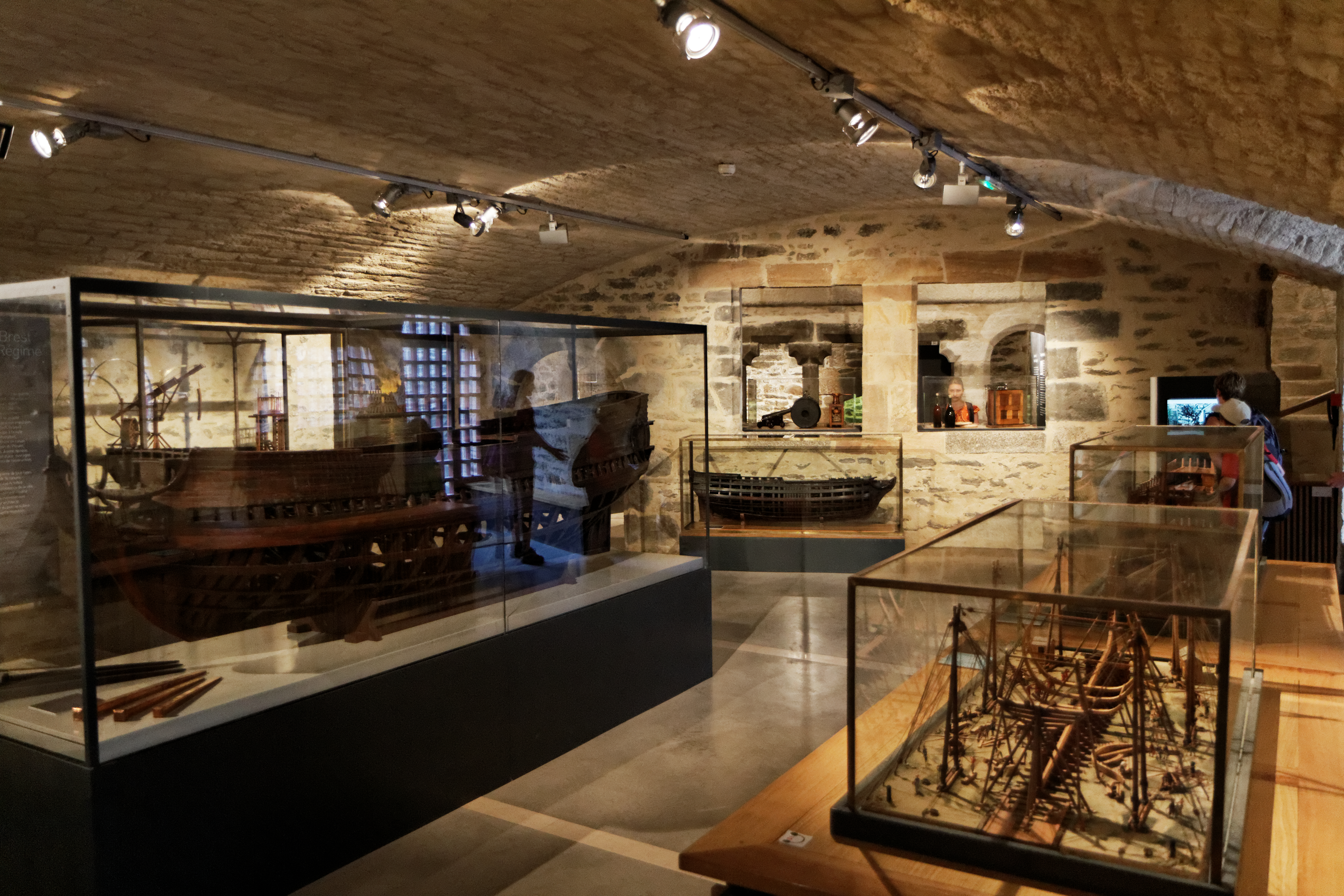
Une salle du musée de la Marine de Brest

- Une salle du musée de la Marine de BrestBrest : Musée national de la Marine.
- Bordeaux : Musée de la mer et de la marine
- Cherbourg-Octeville : Cité de la Mer.
- Concarneau: Musée de la pêche.
- Douarnenez : Port-musée.
- Dunkerque : Musée portuaire.
- Étaples-sur-Mer : Mareis.
- Fécamp : Musée des Terre-Neuvas et de la pêche.
- Grasse : Musée de la Marine, mémorial Amiral de Grasse.
- Groix : Écomusée de l'île de Groix.
- La Rochelle : Musée maritime.
- Nantes : Musée naval Maillé-Brézé.
- Nouméa : Musée de l'Histoire maritime de Nouvelle-Calédonie[3].
- Marseille : Musée de la Marine
- Paris : Musée national de la Marine (siège)[4].
- Port-Louis : Musée national de la Marine
- Rochefort : Musée national de la Marine
- Rouen : Musée maritime fluvial et portuaire.
- Saint-Malo : Musée international du Long-Cours Cap-Hornier.
- Saint-Nazaire : Écomusée de Saint-Nazaire.
- Saint-Tropez : Musée d'histoire maritime ouvert depuis juillet 2013 dans le donjon du XVIIe de la citadelle (classée monument historique) de Saint-Tropez.
- Saint-Vaast-la-Hougue : Musée maritime de l'Île Tatihou.
- Toulon : Musée national de la Marine.

#### Grèce
- Le Pirée : Musée maritime hellénique
- Crète : Musée maritime de Crète à La Canée
- Mykonos : Musée maritime de la mer Égée

#### Italie

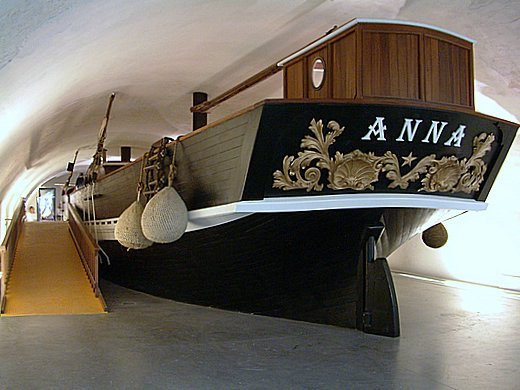
Le brigantin Anna au musée de la Mer de Gênes.

- Cesenatico : Musée maritime de Cesenatico (Museo della Marineria di Cesenatico)
- Fiumicino : Museo delle navi romane
- Gênes : Galata - Museo del mare
- Pise : Museo delle navi antiche
- Venise : Musée d'histoire navale de Venise

#### Irlande
- Dublin : Musée maritime national d'Irlande

#### Norvège
- Oslo : Musée de la marine.
- Oslo : Musée des navires vikings.

#### Principauté de Monaco
- Monaco : Musée naval de Monaco

#### Pays-Bas
- Amsterdam : Musée maritime des Pays-Bas (en néerlandais : Nederlands Scheepvaartmuseum)
- Rotterdam : Musée maritime de Rotterdam (Maritiem Museum Rotterdam etHavenmuseum)

#### Pologne
- Gdynia : Musée de la marine de guerre de Gdynia

#### Portugal

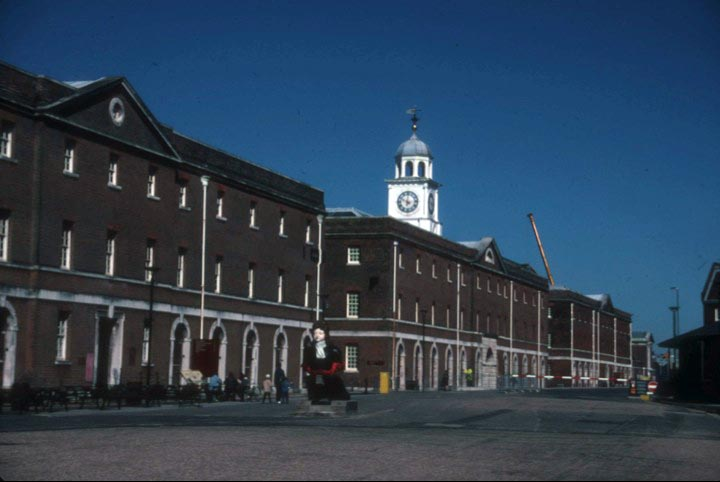
Façade principale du Royal Naval Museum de Portsmouth

- Musée de la Marine de Lisbonne

#### Royaume-Uni

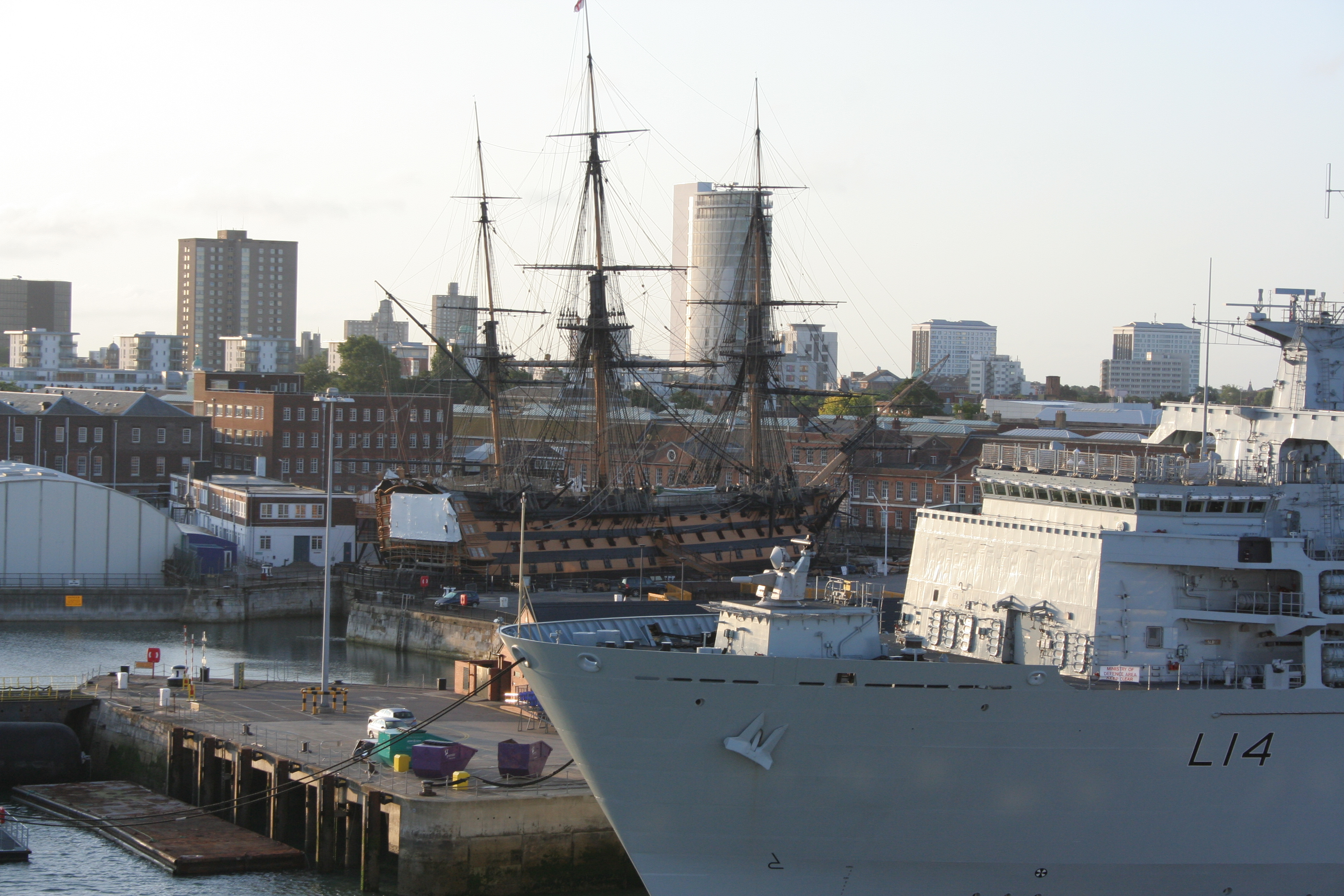
Le au Royal Naval Museum de Portsmouth.

- National Maritime Museum
- Royal Naval Museum
- Merseyside Maritime Museum
- SeaCity Museum
- Shetland Museum
- The Mo Sheringham Museum
- Charlestown Shipwreck & Heritage Centre

#### Russie
- Musée central de la Marine de guerre à Saint-Pétersbourg
- Musée maritime de Kaliningrad

#### Suède

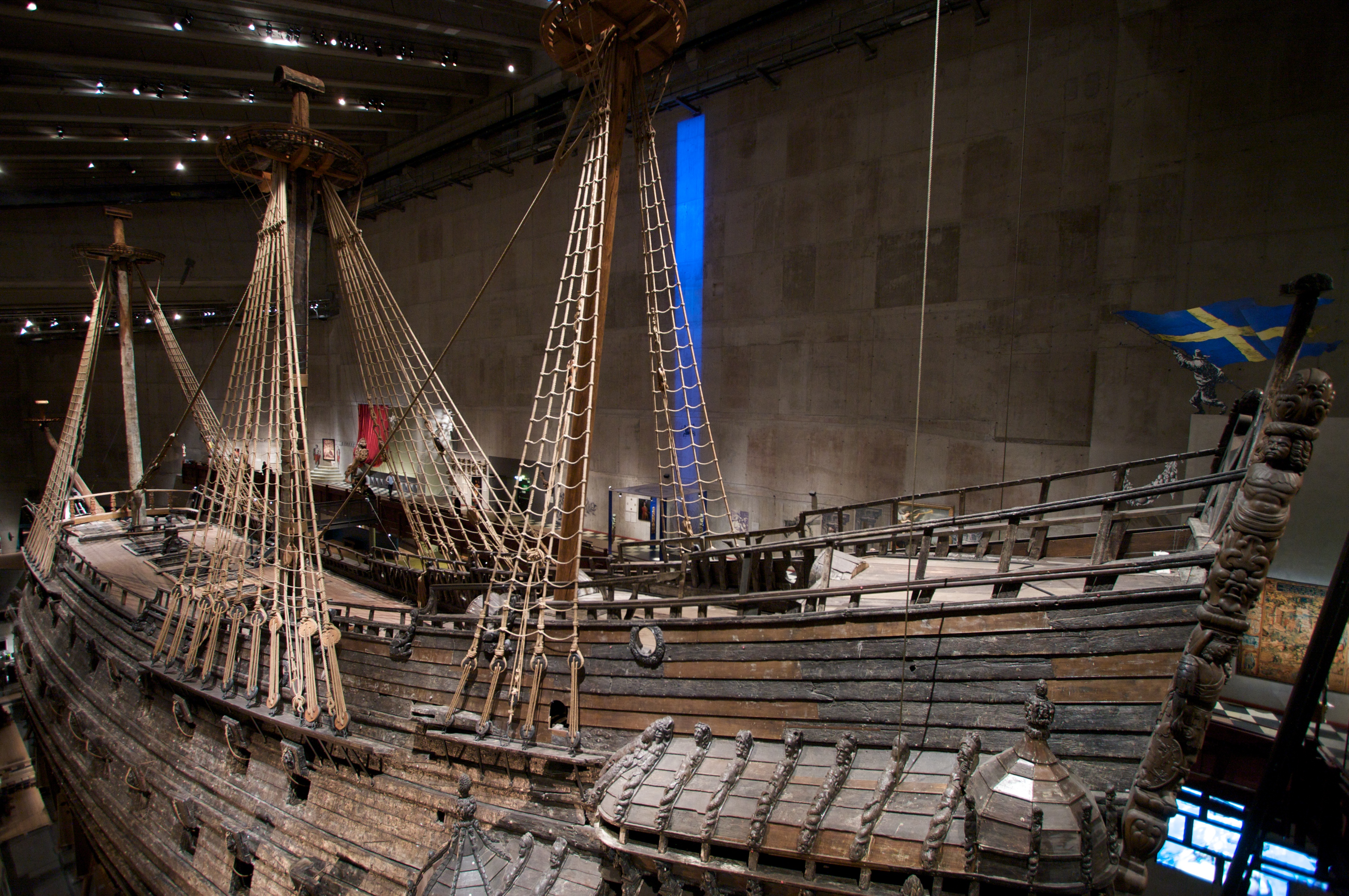
Le trois-mâts Vasa de 1628 conservé au Musée Vasa de Stockholm.

- Musée de la marine de Stockholm
- Musée Vasa, Stockholm
- Musée maritime de Göteborg

### Océanie

#### Australie
- Musée national de la marine de Sydney